# Дзецинув
Дзецинув (пољ. Dziecinów) је село у повјату Отвоцк. Село се простире на 6 km2. Данас има 704 становника. Налази се на путевима 801, 799 и 805 и близу реке Вистуле.